# Zodarion odem
Zodarion odem là một loài nhện trong họ Zodariidae.
Loài này thuộc chi Zodarion. Zodarion odem được Gershom Levy miêu tả năm 2007.